# NGC 287
NGC 287 je čočková galaxie v souhvězdí Ryb. Její zdánlivá jasnost je 13,9m a úhlová velikost 0,8′ × 0,4′. Je vzdálená 253 milionů světelných let, průměr má 60 000 světelných let. Galaxii objevil 22. listopadu 1827 John Herschel.